# Духанівський заказник
Духанівський — ландшафтний заказник місцевого значення в Україні. Об'єкт природно-заповідного фонду Сумської області.

## Опис
Розташований на південь від села Духанівка. Площа - 71,9 га. Оголошено територією ПЗФ 04.08.2006 з метою збереження в природному стані ділянки лісу на боровій терасі р. Сейм, що є типовим призаплавним ландшафтним комплексом, місцем мешкання тварин, занесених до Червоної книги України (горностай, ванесса чорно-руда, махаон), Європейського Червоного Списку (стрічкарка вербова, металовидки красива та кропив'яна) та Бернської конвенції (канюк, яструб великий, сова вухата, дятел великий строкатий,  малий дятел, червінець непарний та ін.); місцем зростання сону широколистого - рослини, занесеної до ЧКУ та додатку Бернської конвенції.